# Sidemia abrupta
Sidemia abrupta là một loài bướm đêm trong họ Noctuidae.